# ТЕС Матла
ТЕС Матла — теплова електростанція на північному сході Південно-Африканської Республіки. Знаходиться за 90 км на схід від Йоганнесбургу в провінції Мпумаланга (варто відзначити, що в останній розташована абсолютна більшість станцій країни, призначених для роботи у базовому режимі).
Будівельні роботи на майданчику станції розпочались в 1974-му, а шість її енергоблоків ввійшли в експлуатацію з 1979 по 1983 роки. ТЕС належить до конденсаційних станцій та обладнана паровими турбінами потужністю по 600 МВт (втім, у мережу загального користування кожен блок видає лише 575 МВт, тоді як 25 МВт використовується допоміжним обладнанням).
Видалення продуктів згоряння відбувається за допомогою двох димарів заввишки 213 та 273 метри.
Шість градирень станції мають висоту по 149 метрів. Воду для використання в технологічному процесі первісно отримували з ТЕС Kriel (куди вона надходить із річки Усуту), після чого створили систему водопостачання із річки Вааль.
Станція використовує в роботі вугілля, що подається через конвеєрний транспортер завдовжки 2 км із розташованої поруч копальні Матла, яка використовує підземний метод розробки (глибина залягання пластів від 48 до 105 метрів). За місяць ТЕС споживає 1,15 млн тонн палива. Вугілля надходить на два склади загальним об'ємом 80 тисяч тонн, крім того, в бункерах котлів може розміститись 36 тисяч тонн, чого вистачає на 18 годин роботи при повному навантаженні.
Видача продукції відбувається по ЛЕП, що працюють під напругою 275 та 400 кВ.
Паливна ефективність станції становить 37,6 %.